# نوووجل
نوووجل (به لاتین: Nowodziel) یک روستا در لهستان است که در گمینا کوژنگتسا واقع شده‌است.